# 아리아나 사바라스

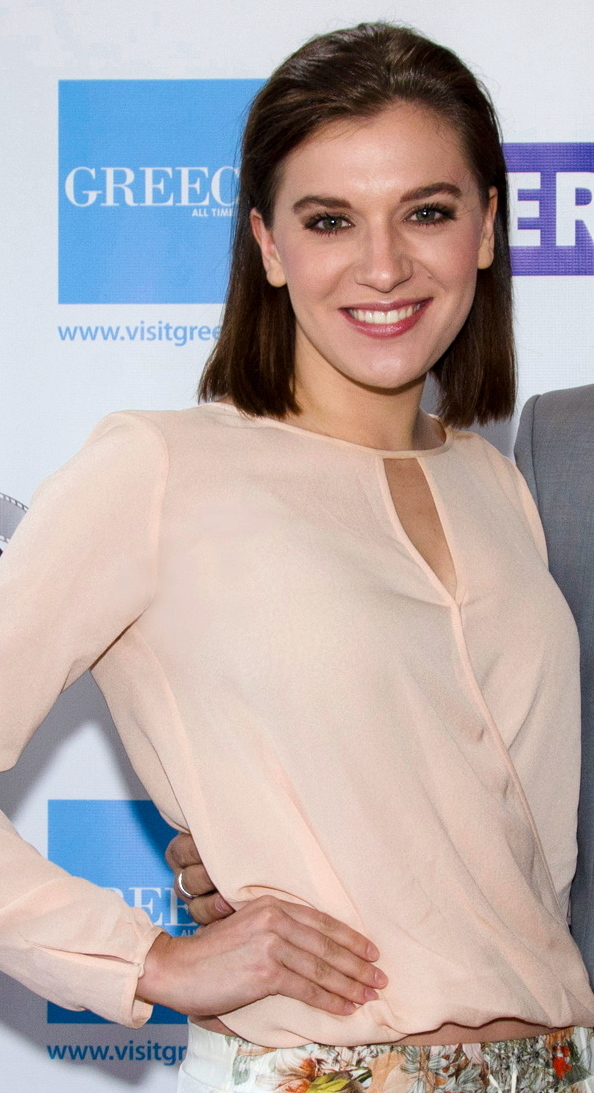

아리아나 사바라스(Ariana Savalas, 1987년 1월 9일 ~ )는 미국의 배우, 텔레비전 배우, 영화배우, 싱어송라이터이다.
로스앤젤레스에서 태어났다.

## 영화
- 미리암 (2006년)